# Гидроцикл

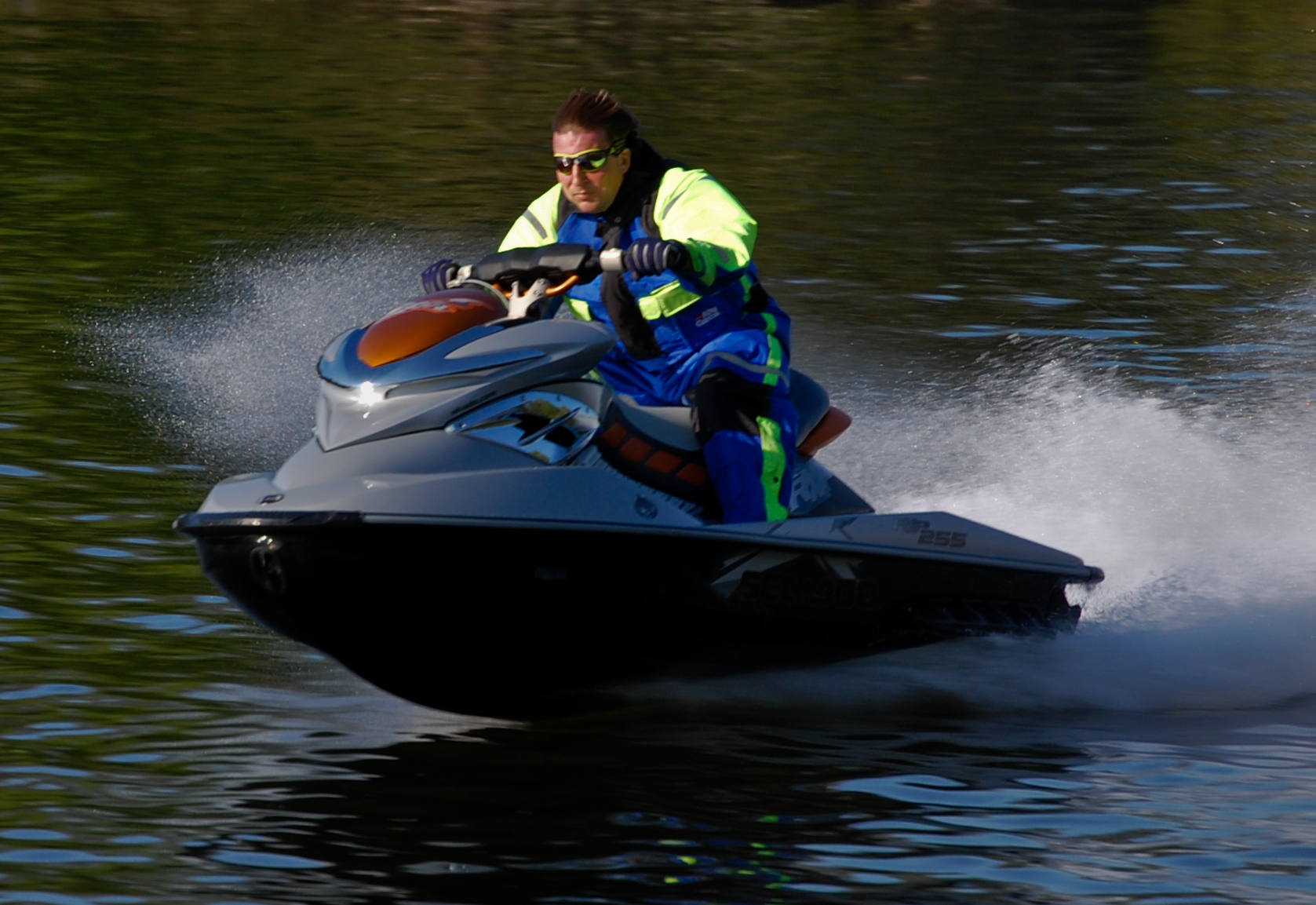
Глиссирование.

Гидроци́кл (водный мотоцикл, скутер, реже «аквабайк») — скоростное персональное водное транспортное средство (плавсредство) со стационарным двигателем внутреннего сгорания или электродвигателем, предназначенное для движения путём глиссирования по водной поверхности. Гидроциклы обычно имеют длину до трёх метров и грузоподъёмность до 300 килограммов, могут развивать скорость до 200 км/ч.
Используются для отдыха, в спортивных целях, для спасения людей и охраны правопорядка. Применение водомёта в качестве движителя делает гидроцикл относительно безопасным видом транспорта для окружающих.

## История

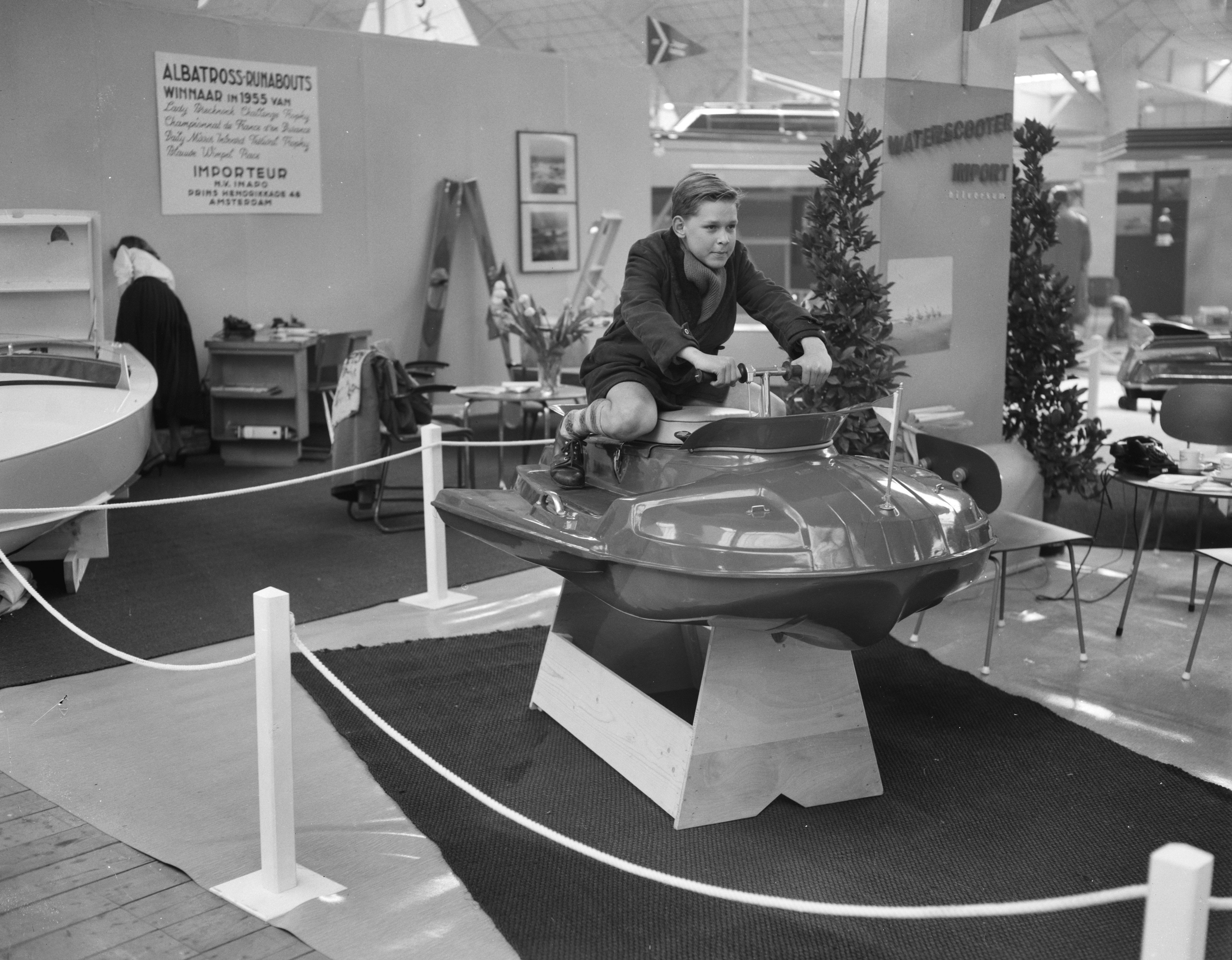
мальчик на гидроцикле 1956 год

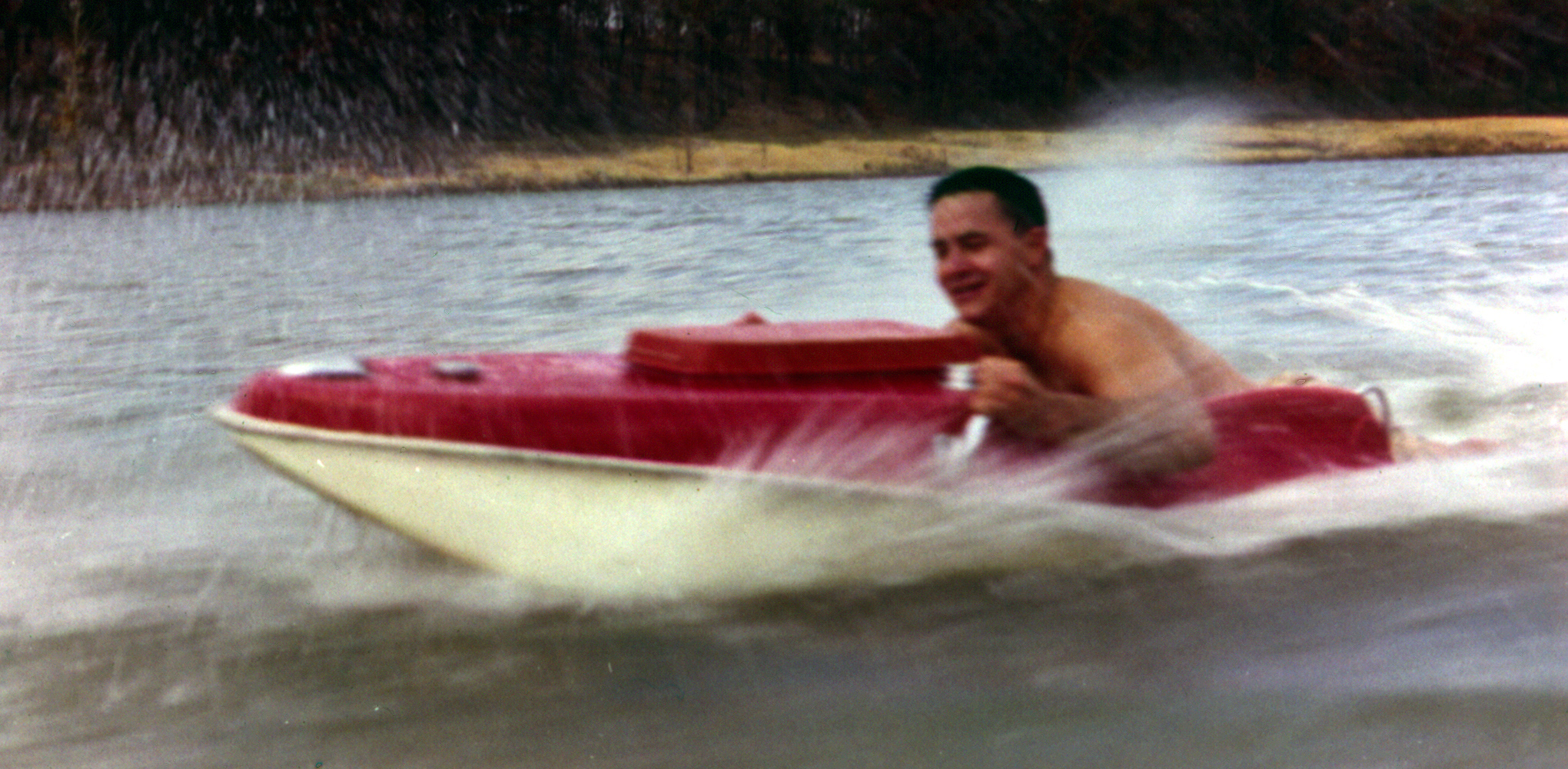
1961 год гидроцикл «Sea Skimmer»

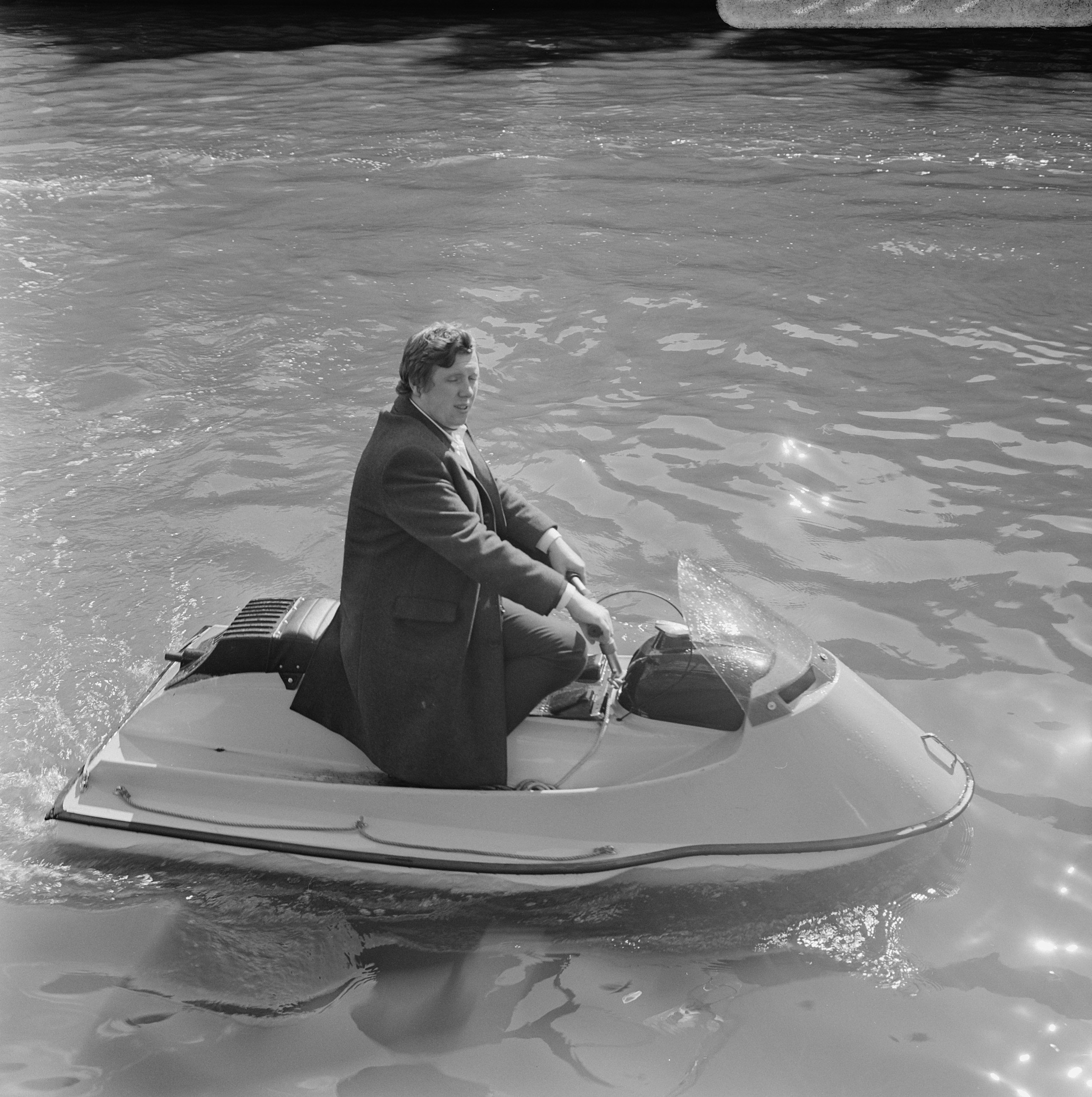
Гидроцикл в Амстердаме 1970 год

Гидроцикл — тот редкий случай, когда техника изобреталась именно как спортивная.

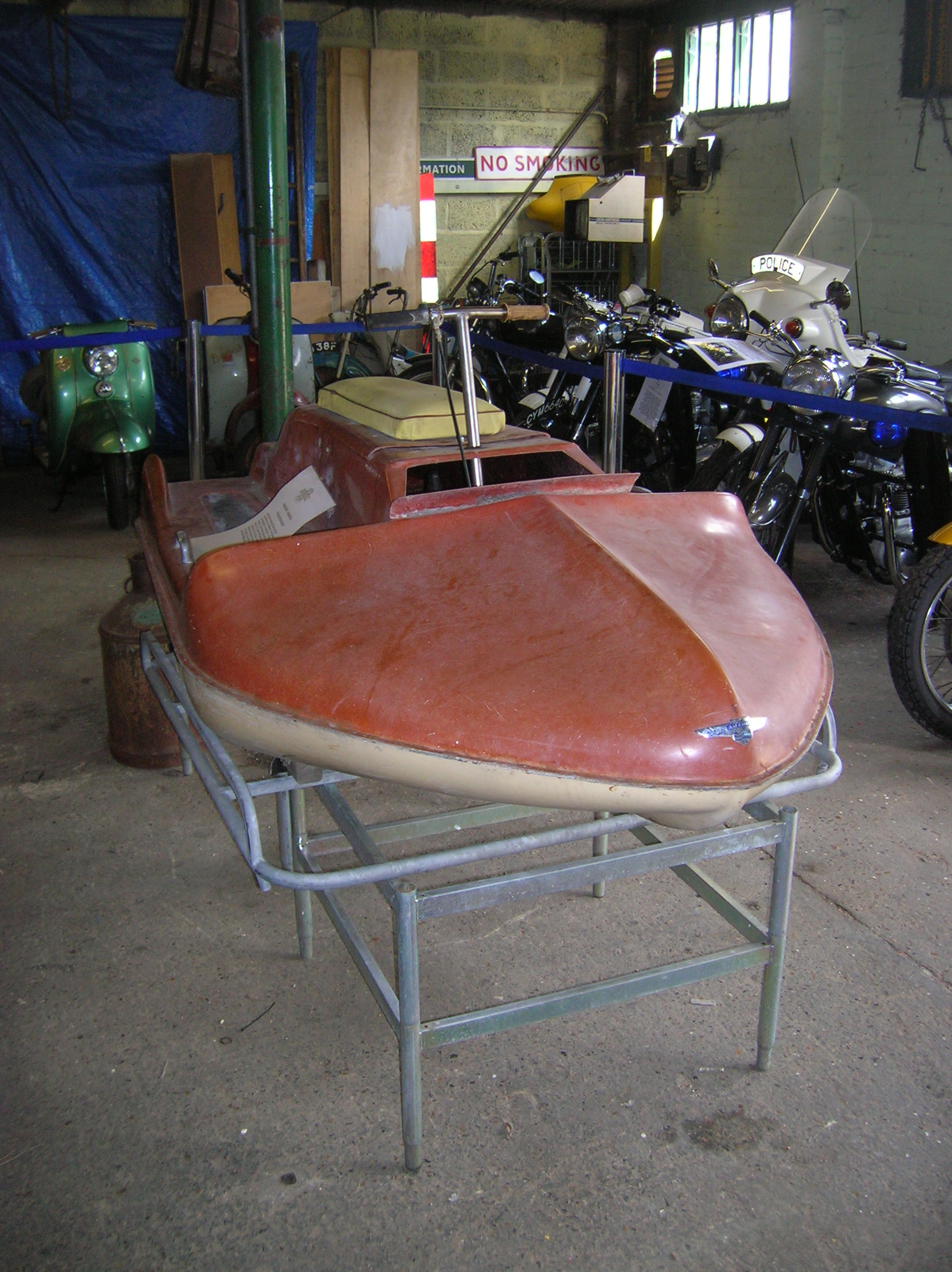
один из первых гидроциклов Vincent Amanda в музее

Первые гидроциклы появились в Великобритании и Германии в 1950-х годах под марками Vincent Amanda, было выпущено 2000 штук гидроциклов под маркой Vincent Amanda.
Производитель снегоходов, компания Bombardier в 1968 году выпустила свой гидроцикл. Целью изобретателей было создание самоходных водных лыж, а получился водный мотоцикл — с сиденьем для водителя и пассажиров, электрическим стартером, рулевой колонкой и плоским днищем.
Но агрегат так и не был запущен в производство, так как в нём не нашли практического и функционального применения, и в 1970 году разработка гидроциклов была остановлена.

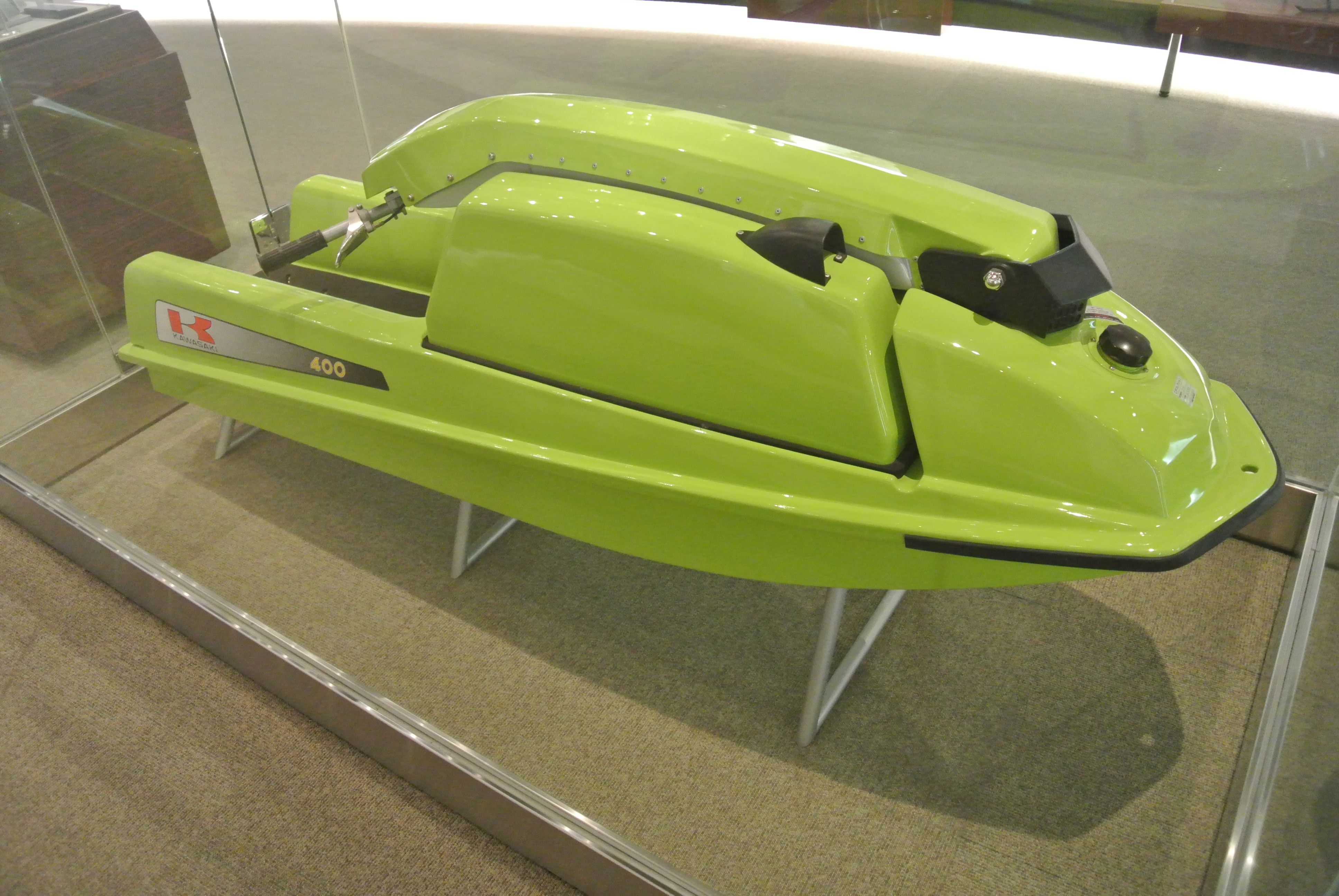
гидроцикл Kawasaki Jet Ski 1975 года выпуска

Японская компания Kawasaki Heavy Industries первой наладила коммерческий выпуск гидроциклов для езды стоя в 1972 году под маркой Jet Ski. Они оказались настолько популярными в США, что название стало нарицательным для гидроциклов вообще. Компания по-прежнему доминирует на рынке гидроциклов, при этом более востребованными моделями в итоге оказались гидроциклы для езды сидя.

## Конструкция

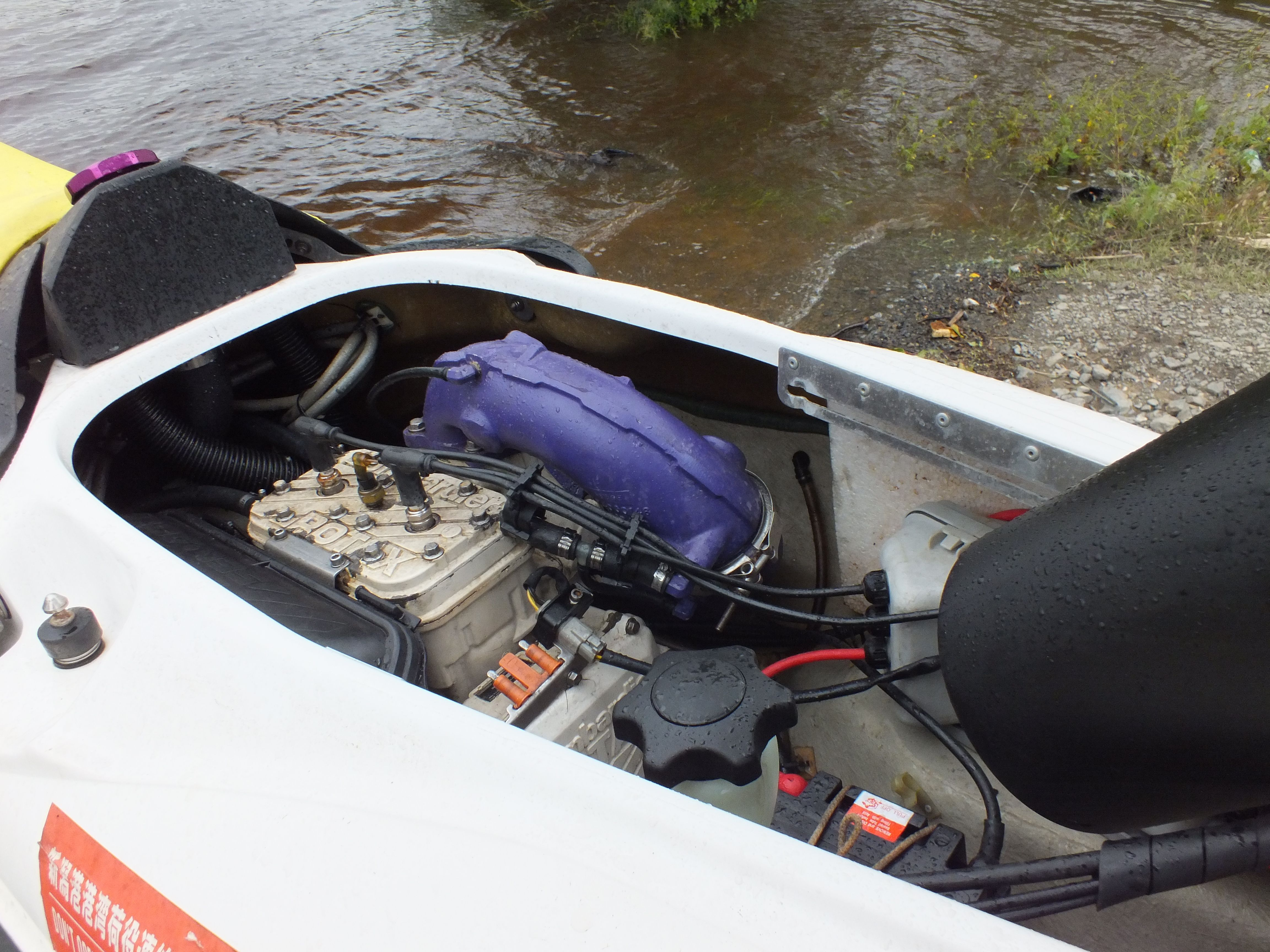
Двигатель гидроцикла.

Основными материалами, применяемыми для производства корпусов гидроциклов, являются композитные материалы и полимеры. Внутри корпуса находится двигатель, как правило, бензиновый, двухтактный или четырёхтактный, мощностью от 90 до 300 л. с., аккумуляторные батареи и отсеки непотопляемости. Корпус гидроцикла — закрытого типа, что обеспечивает непотопляемость судна при заливании волной и остойчивость при переворачивании вверх килем.
Управление гидроциклом осуществляется рулём мотоциклетного типа. Водитель и пассажир располагаются на сиденьях по типу мотоциклетных. На рулевой колонке имеется кнопка «стоп» на размыкание, чтобы запустить двигатель необходимо вставить предохранительную «чеку», соединённую гибким тросиком с телом водителя. Если водитель теряет равновесие и оказывается за бортом — двигатель останавливается. Для удобства подъёма на борт в корме предусмотрены поручни и ступеньки.
Особенностью современных гидроциклов является возможность регулировки угла наклона сопла водомёта по вертикали, что позволяет спортсменам совершать трюки, высоко прыгать из воды или, наоборот, глубоко нырять.
Гидроцикл может перевозиться в бортовой платформе грузовика, как правило в комплект поставки входит специализированный лодочный прицеп.

### Виды
Гидроциклы можно разделить на два вида:

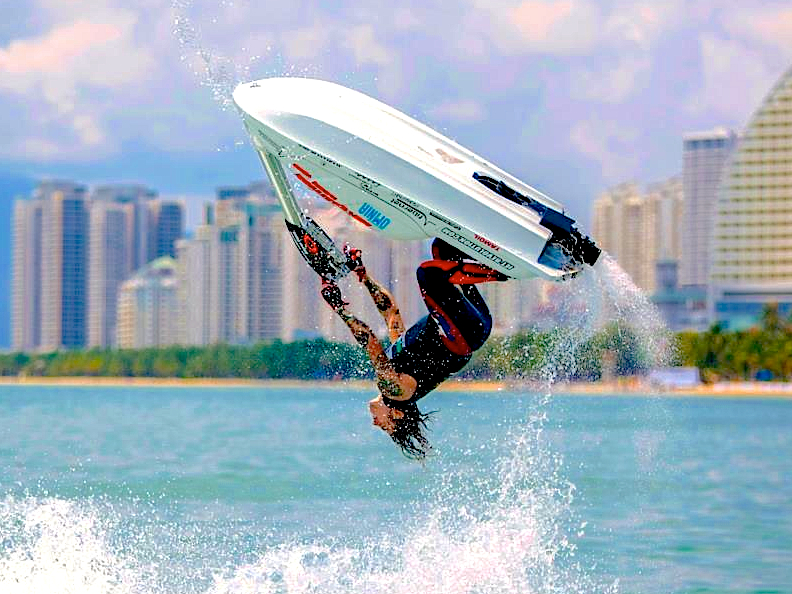
Гидроцикл для езды стоя

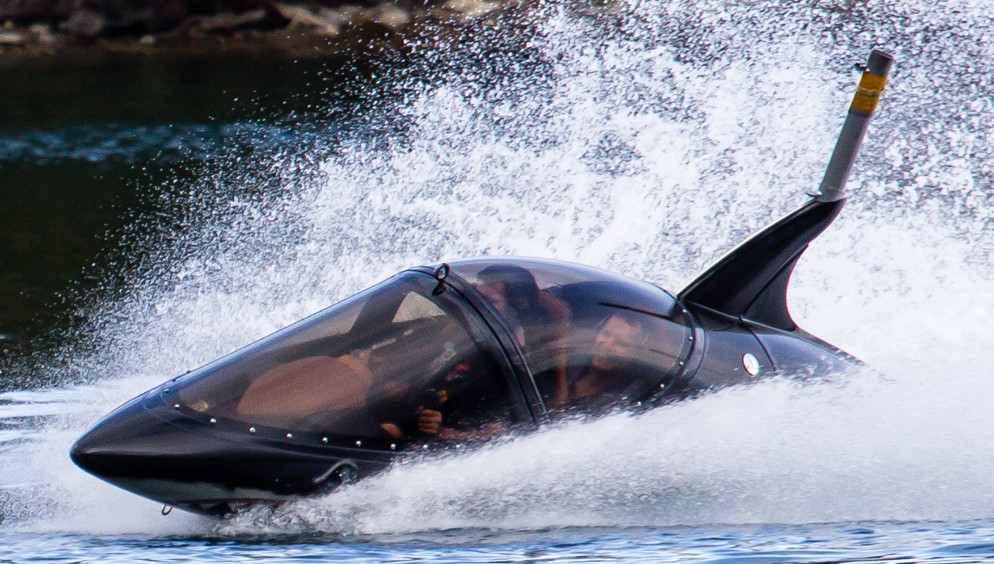
полупогружаемый гидроцикл «Innespace Seabreacher», имитирующий формой и поведением дельфина

- Гидроциклы для езды стоя (спортивные гидроциклы) обладают большой манёвренностью и требуют определённых навыков управления, часто используются в гонках и во фристайле.

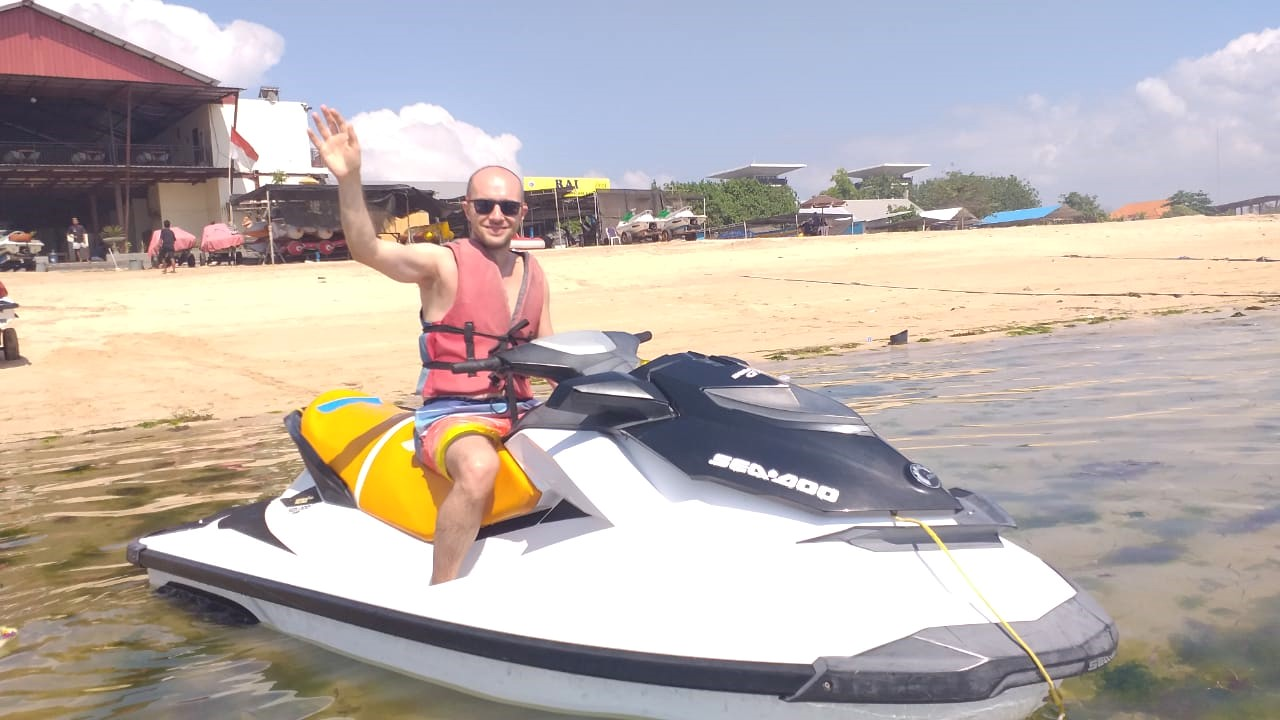
гидроцикл для езды сидя

- Гидроциклы для езды сидя менее приспособлены для трюков и крутых виражей, но зато устойчивы и идеально подходят для прогулочного катания. Существуют туристические (семейные), спортивно-туристические и спортивные модели.

### Спорт

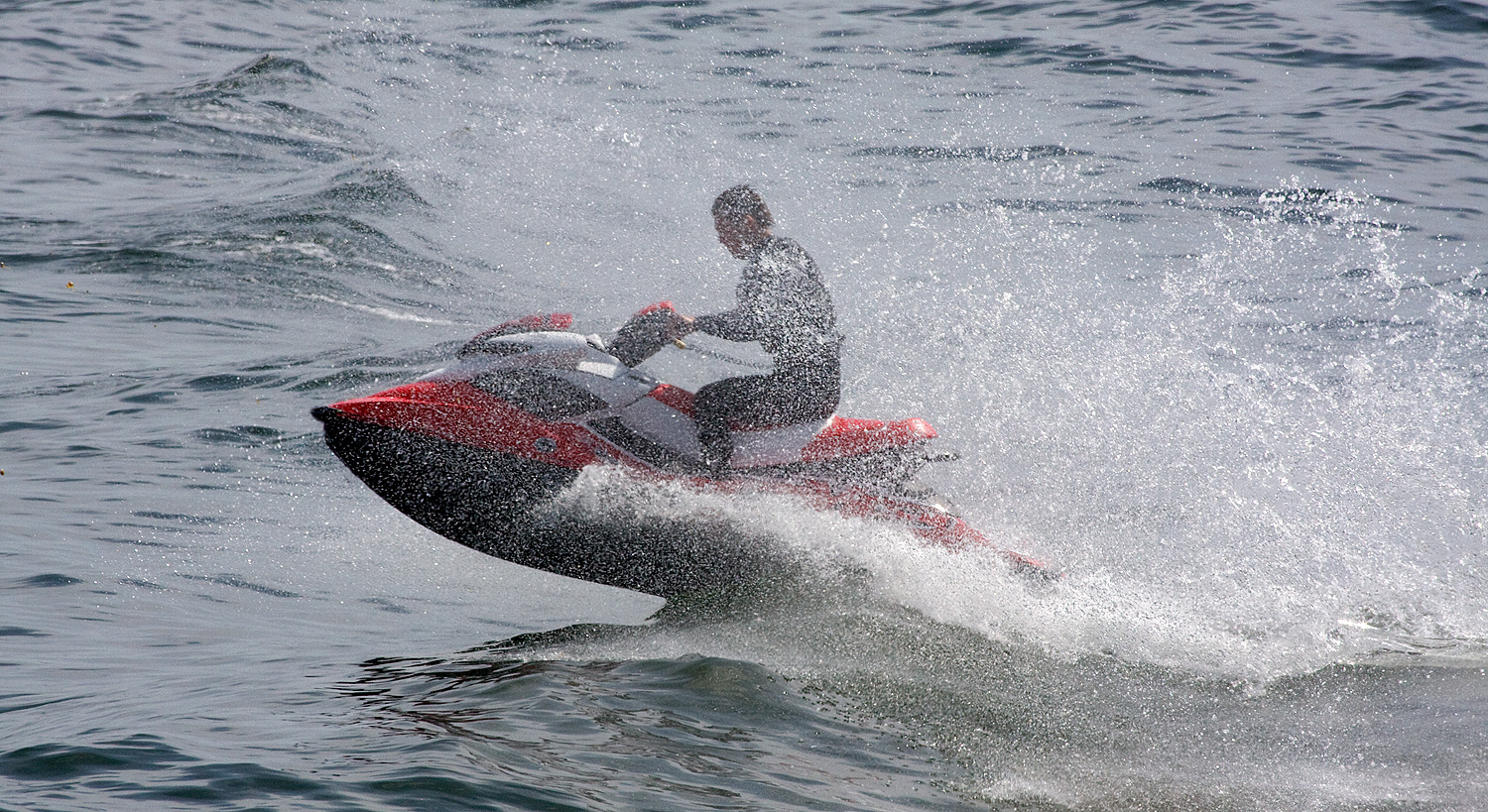
Спортивный гидроцикл.

С появлением спортивных гидроциклов зародился такой вид спорта как аквабайк.
Гидроциклы Sea Doo серии Wake — это единственные спортивные гидроциклы, созданные специально для вейкбординга, вида спорта, соединившего в себе водные лыжи, сноуборд, скейтборд и сёрфинг. Специальная конструкция этой модели позволяет крепить доску и сворачивать трос, при этом есть специальные балластные баки, которые заполняются водой и утяжеляют аппарат на 90 кг.

### Отдых

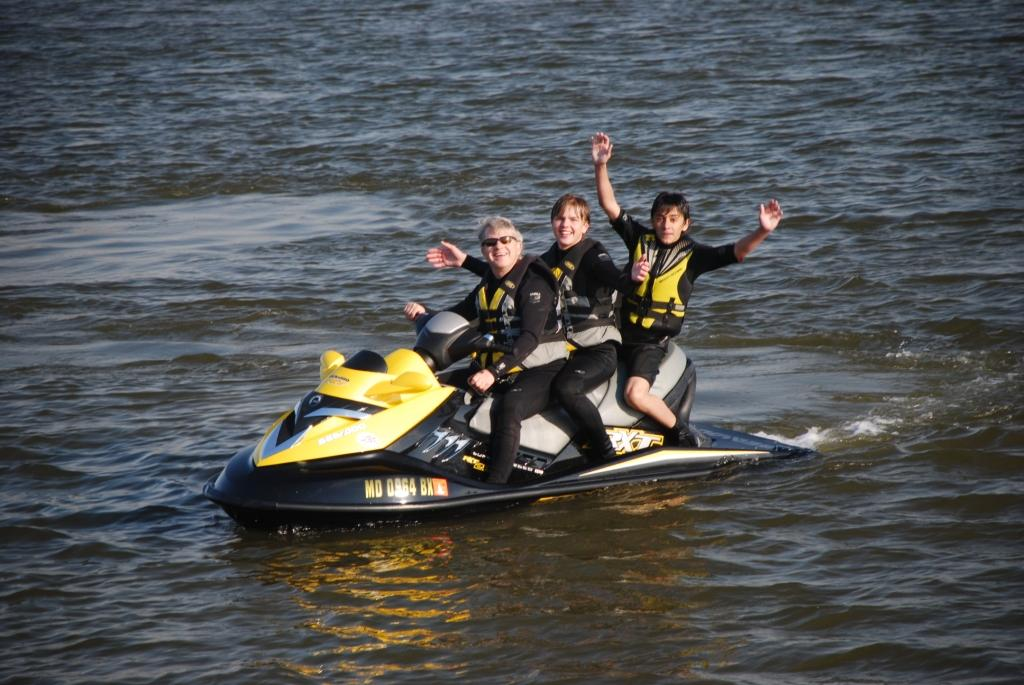
Трёхместный гидроцикл.

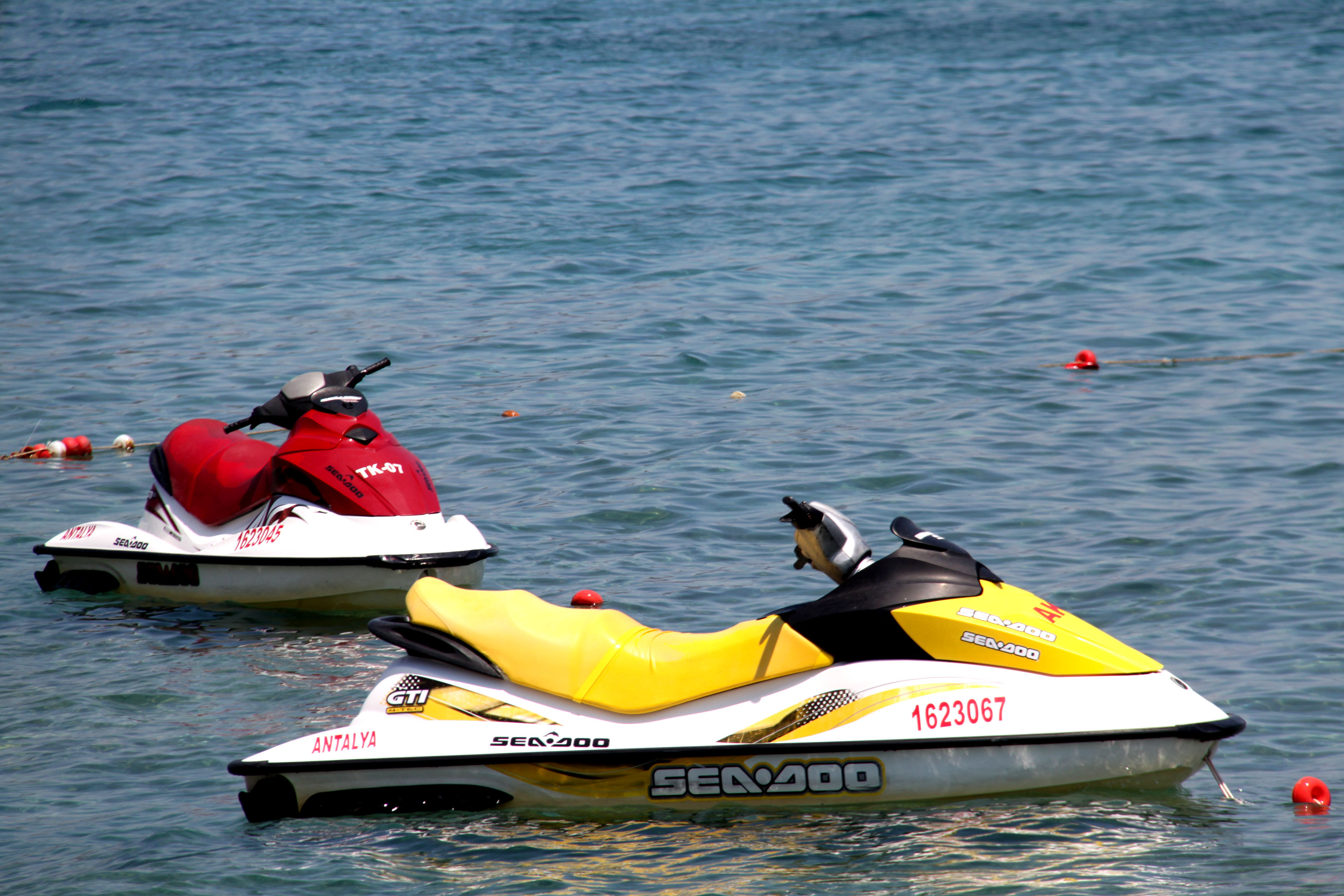
Скутеры на пляжах Кемера.

Практически на всех курортах мира, а также городских пляжах есть возможность арендовать гидроцикл. Стоимость проката зависит от времени аренды.
Так, например, в Финляндии, можно взять в кемпинге гидроцикл напрокат с учётом стоимости топлива и, иногда, страховки. Также в Финляндии распространены сезонные туристические походы по островам на гидроциклах, при которых группа из 3-15 машин (а нередко и более) и 2-3 человек на машину отправляется в поход по островам и озёрам. При этом длительность похода доходит до 1,5 недель, а общая длина маршрута может достигать 1000 км. При таких походах к гидроциклам прикрепляется лодка с провизией и топливом, в которую можно посадить дополнительно до двух человек, а дополнительные запасы топлива можно пополнить на многочисленных стоянках судов, паромных переправах и приозёрных городах.

### В силовых структурах

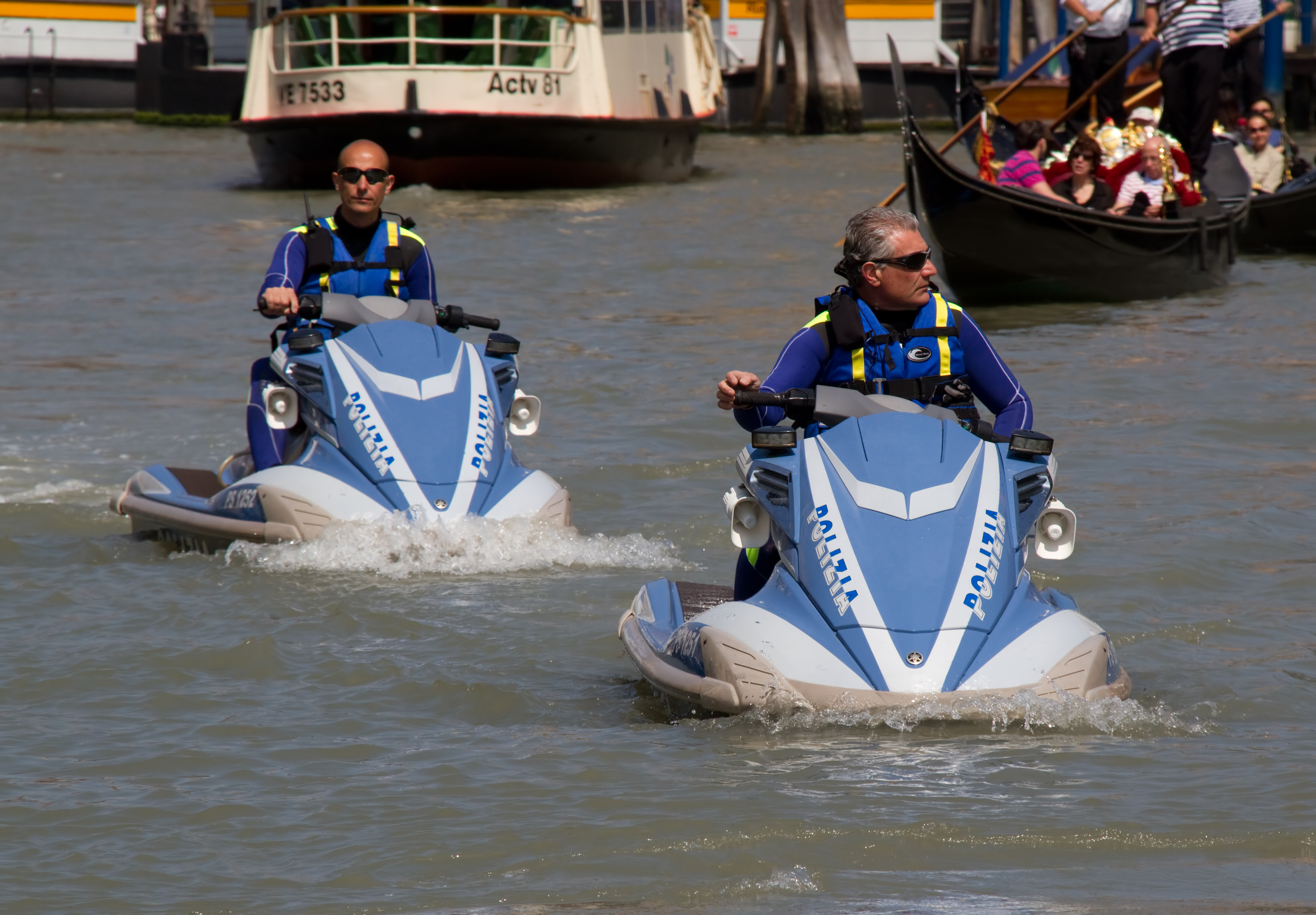
итальянские полицейские на гидроциклах

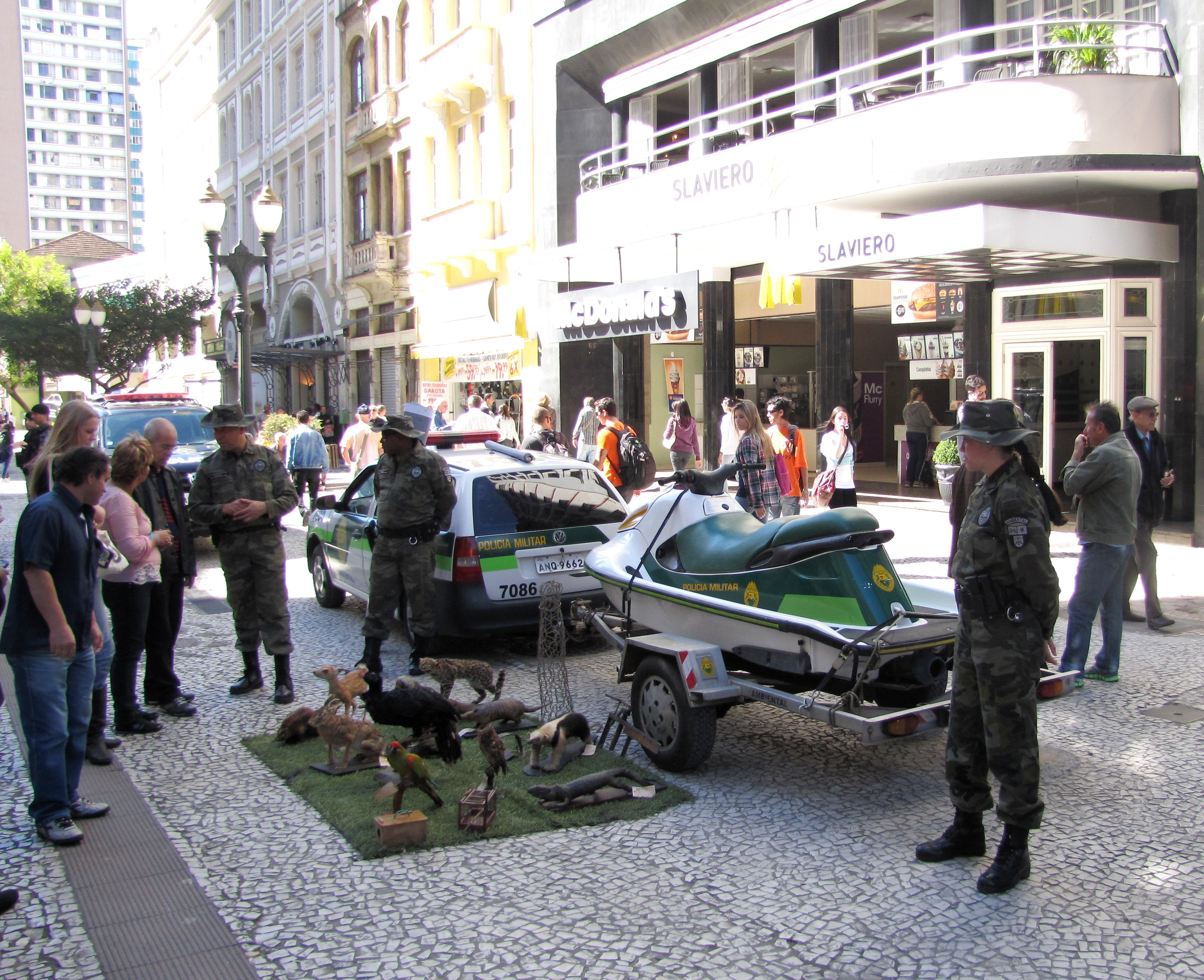
гидроцикл полиции Бразилии

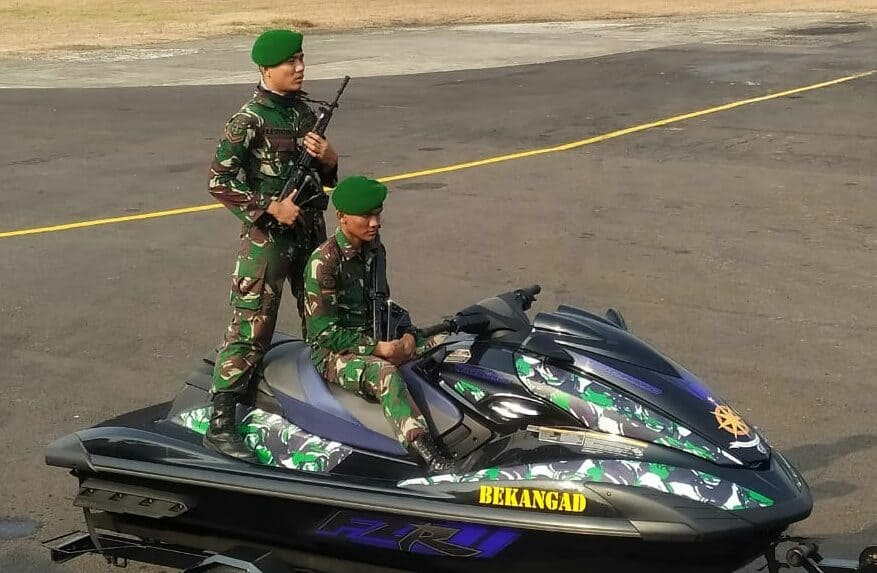
Гидроцикл в армии Индонезии

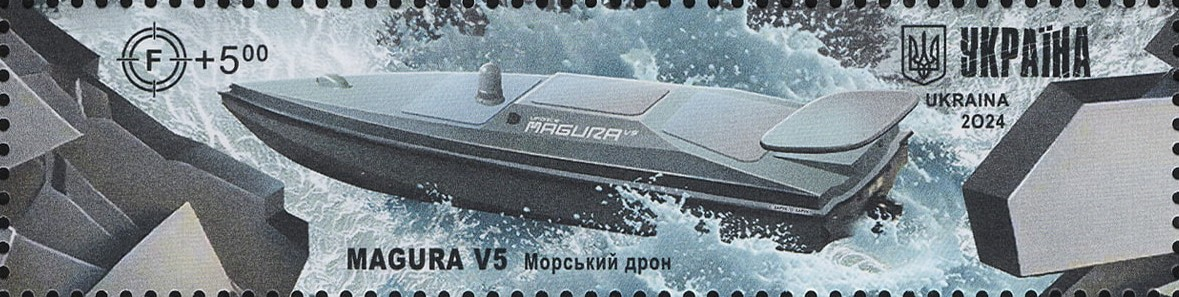
украинский морской беспилотник MAGURA V5 сделан из гидроцикла Jet Ski фирмы Кавасаки